# Plectrodes carpenteri
Plectrodes carpenteri is een keversoort uit de familie bladsprietkevers (Scarabaeidae). De wetenschappelijke naam van de soort is voor het eerst geldig gepubliceerd in 1876 door LeConte.